# Schloss Ottweiler

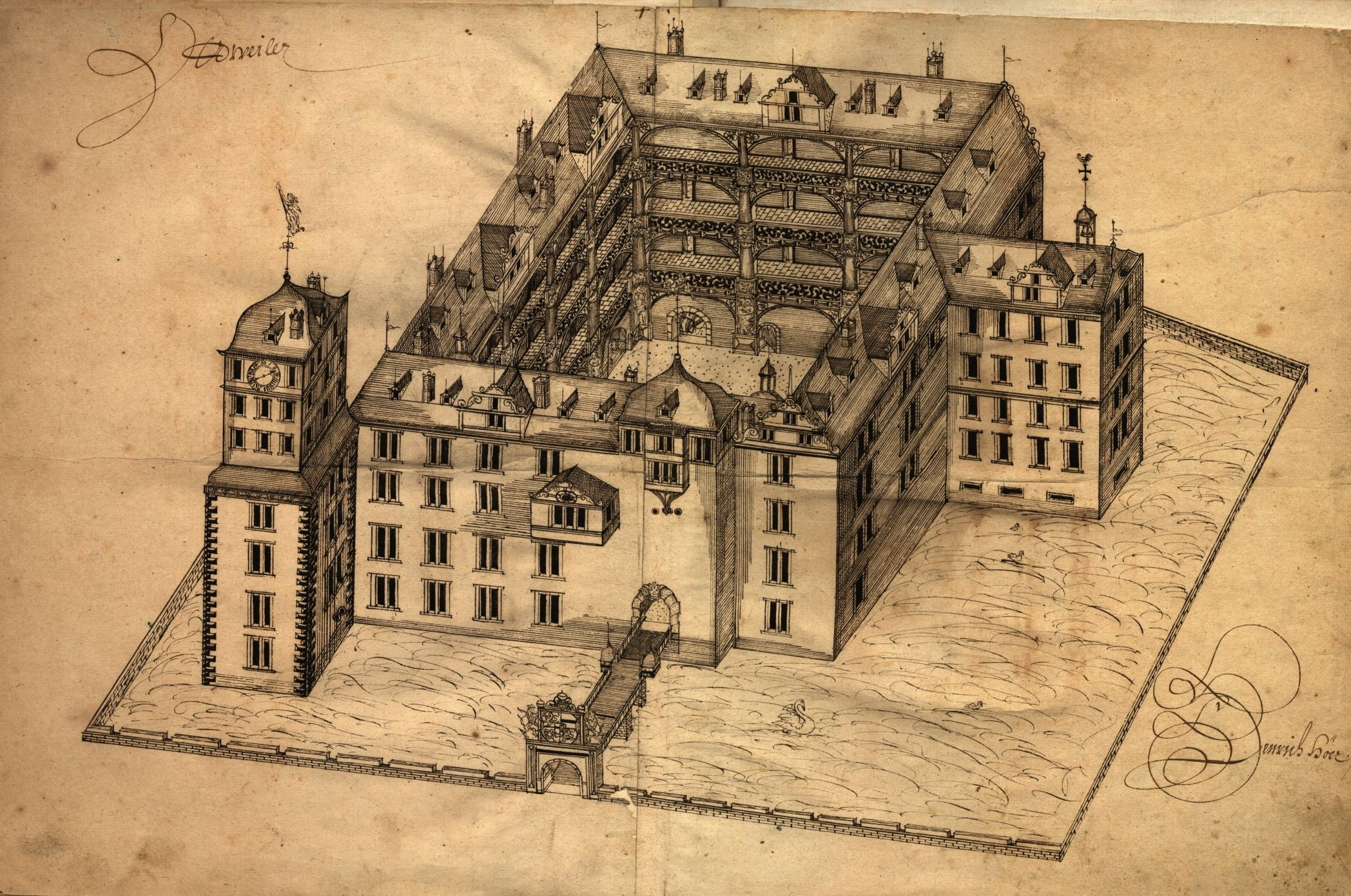
Schloss Ottweiler, Zeichnung von Heinrich Höer, 1617

Das Schloss Ottweiler war eine Schlossanlage aus der Zeit der Renaissance in der saarländischen Stadt Ottweiler, Landkreis Neunkirchen.
Als Sitz der Grafen von Saarbrücken bestand dort bereits im Jahr 1186 eine Wasserburg. 1393 wurden erstmals „Schloss, Burg und Vorburg“ urkundlich erwähnt.
1550 wurde Ottweiler Residenz der Grafen von Nassau-Ottweiler, und Graf Albrecht von Nassau-Weilburg ließ daraufhin durch den Baumeister Christmann Strohmeyer ein Renaissanceschloss erbauen. Dabei handelte es sich um einen Vierflügelbau mit vier Geschossen. Der Innenhof wurde besonders durch die umlaufenden Galerien der offenen Laubengänge geprägt. Im Eckturm befand sich die Schlosskapelle.
Während des Dreißigjährigen Kriegs wurde das Schloss schwer beschädigt und stand in der Folge leer, ehe es 1753 abgebrochen wurde.